# Saint-Lambert-du-Lattay
Saint-Lambert-du-Lattay era una comuna francesa situada en el departamento de Maine y Loira, de la región de Países del Loira, que el 31 de diciembre de 2015 pasó a ser una comuna delegada de la comuna nueva de Val-du-Layon al fusionarse con la comuna de Saint-Aubin-de-Luigné.

## Demografía
| Gráfica de evolución demográfica de Saint-Lambert-du-Lattay entre 1800 y 2013 |
|                                                                               |

Los datos demográficos contemplados en este gráfico de la comuna de Saint-Lambert-du-Lattay se han cogido de 1800 a 1999 de la página francesa EHESS/Cassini, y los demás datos de la página del INSEE.